# Discografia dei Pantera
Questa che segue è la discografia dei Pantera, gruppo musicale statunitense formatosi nel 1981.

## Discografia

### Album in studio
| Data             | Titolo                       | Etichetta           | Vendite USA | Posizione Billboard 200 | Certificazione USA |
| 10 giugno 1983   | Metal Magic                  | Metal Magic Records |             |                         |                    |
| 27 luglio 1984   | Projects in the Jungle       | Metal Magic Records |             |                         |                    |
| 16 agosto 1985   | I Am the Night               | Metal Magic Records | 25 000      |                         |                    |
| 20 maggio 1988   | Power Metal                  | Metal Magic Records |             |                         |                    |
| 24 luglio 1990   | Cowboys from Hell            | Atlantic Records    | 1 000 000+  |                         | Platino            |
| 25 febbraio 1992 | Vulgar Display of Power      | East West Records   | 2 000 000+  | #44                     | Platino ×2         |
| 18 marzo 1994    | Far Beyond Driven            | East West Records   | 1 000 000+  | #1                      | Platino            |
| 3 maggio 1996    | The Great Southern Trendkill | East West Records   | 1 000 000+  | #4                      | Platino            |
| 14 marzo 2000    | Reinventing the Steel        | East West Records   | 500 000+    | #4                      | Oro                |

### Album dal vivo
| Data           | Titolo                       | Etichetta         | Vendite USA | Posizione Billboard 200 | Certificazione USA |
| 29 luglio 1997 | Official Live: 101 Proof     | East West Records | 500 000+    | #15                     | Oro                |
| 22 giugno 2018 | Live at Dynamo Open Air 1998 |                   |             |                         |                    |

### Raccolte
| Data              | Titolo                                                                   | Etichetta          | Vendite USA | Posizione Billboard 200 | Certificazione USA |
| 1993              | Vulgar Display of Cowboys                                                | Atco Records       | -           | -                       | -                  |
| 1994              | Driven Downunder                                                         | EastWest           | -           | -                       | -                  |
| 23 settembre 1996 | The Singles 1991-1996                                                    | EastWest           | -           | -                       | -                  |
| 22 novembre 1999  | 3 for One                                                                | WEA                | -           | -                       | -                  |
| 22 settembre 2003 | The Best of Pantera: Far Beyond the Great Southern Cowboys' Vulgar Hits! | East West Records  | 1 000 000+  | #38                     | Platino            |
| 29 settembre 2003 | Reinventing Hell                                                         | Elektra Records    | -           | -                       | -                  |
| 30 marzo 2010     | 1990-2000: A Decade of Domination                                        | Roadrunner Records | -           | -                       | -                  |
| 26 novembre 2010  | Cowboys from Hell: The Demos                                             | Roadrunner Records | -           | -                       | -                  |
| 10 ottobre 2011   | Original Album Series                                                    | Rhino Records      | -           | -                       | -                  |
| 5 ottobre 2012    | The Triple Album Collection                                              | Rhino Records      | -           | -                       | -                  |
| 30 ottobre 2015   | History of Hostility                                                     | Rhino Records      | -           | -                       | -                  |
| 18 dicembre 2015  | The Complete Studio Albums 1990-2000                                     | Rhino Records      | -           | -                       | -                  |
| 21 ottobre 2016   | The Great Southern Outtakes                                              | Rhino Records      | -           | -                       | -                  |

### Singoli
| Anno | Titolo                | Posizione    | Posizione     | Posizione     | Posizione     | Album                        |
| Anno | Titolo                | US Billboard | US Alt. Songs | US Main. Rock | Gran Bretagna | Album                        |
| 1990 | Cowboys from Hell     | -            | -             | -             | -             | Cowboys from Hell            |
| 1990 | Cemetery Gates        | -            | -             | -             | -             | Cowboys from Hell            |
| 1990 | Psycho Holiday        | -            | -             | -             | -             | Cowboys from Hell            |
| 1992 | Mouth for War         | -            | -             | -             | #73           | Vulgar Display of Power      |
| 1992 | This Love             | -            | -             | -             | -             | Vulgar Display of Power      |
| 1992 | Hollow                | -            | -             | -             | -             | Vulgar Display of Power      |
| 1993 | Walk                  | -            | -             | -             | #35           | Vulgar Display of Power      |
| 1994 | I'm Broken            | -            | -             | -             | #19           | Far Beyond Driven            |
| 1994 | Planet Caravan        | -            | -             | #21           | #26           | Far Beyond Driven            |
| 1994 | 5 Minutes Alone       | -            | -             | -             | -             | Far Beyond Driven            |
| 1994 | Becoming              | -            | -             | -             | -             | Far Beyond Driven            |
| 1996 | Drag the Waters       | -            | -             | -             | -             | The Great Southern Trendkill |
| 1996 | Suicide Note Pt. I    | -            | -             | -             | -             | The Great Southern Trendkill |
| 1996 | Floods                | -            | -             | -             | -             | The Great Southern Trendkill |
| 1997 | Where You Come From   | -            | -             | -             | -             | Official Live: 101 Proof     |
| 1999 | Cat Scratch Fever     | -            | -             | #40           | -             | Detroit Rock City soundtrack |
| 2000 | Revolution Is My Name | -            | -             | #28           | -             | Reinventing the Steel        |
| 2000 | Goddamn Electric      | -            | -             | -             | -             | Reinventing the Steel        |
| 2000 | I'll Cast a Shadow    | -            | -             | -             | -             | Reinventing the Steel        |
| 2012 | Piss                  | -            | -             | #23           | -             | Vulgar Display of Power      |

### EP
- 1994 – Hostile Moments 12"
- 1994 – Alive and Hostile E.P.
- 1996 – Becoming
- 2001 – Extreme Steel Plus
- 2006 – HiFive

### Split
- 1992 – Rock Hard Presents New Metal (con 24-7 Spyz, Scatterbrain, Primus)
- 1993 – Feel It to Believe (con Stone Temple Pilots e The Lemonheads)
- 1994 – The Badge / Temporary Phase (con i Sausage)
- 1996 – Cemetery Gates (Demon Knight Edit) (con Sepultura e Melvins)
- 2000 – Ozzfest Sampler (con AC/DC, The Deadlights, Reveille, Mindless Self Indulgence, Vast)
- 2014 – The Badge (con i Poison Idea)

### Altre partecipazioni
- 1992 – Artisti Vari – Buffy - L'Ammazza Vampiri (colonna sonora dell'omonimo film, presenti con il brano Light Comes Out Of Black)
- 1994 – Artisti Vari – The Crow (colonna sonora dell'omonimo film, presenti con il brano The Badge)
- 1995 – Artisti Vari – Il Cavaliere del Male (colonna sonora dell'omonimo film, presenti con il brano Cemetery Gates (Demon Knight Edit)
- 1998 – Artisti Vari – Strangeland (colonna sonora dell'omonimo film, presenti con il brano Where You Come From)
- 1999 – Artisti Vari – Detroit Rock City (colonna sonora dell'omonimo film, presenti con il brano Cat Scratch Fever)
- 2000 – Artisti Vari – Nativity in Black II: A Tribute to Black Sabbath (presenti con il brano Electric Funeral)
- 2000 – Artisti Vari – Dracula 2000 (colonna sonora dell'omonimo film, presenti con il brano Avoid The Light)
- 2000 – Artisti Vari – Heavy Metal 2000 (colonna sonora dell'omonimo film, presenti con il brano Immortally Insane)
- 2001 – Artisti Vari – SpongeBob SquarePants: Original Theme Highlights (colonna sonora della serie TV, presenti con il brano Pre-Hibernation)
- 2003 – Artisti Vari – The Texas Chainsaw Massacre (colonna sonora dell'omonimo film, presenti con il brano Immortally Insane)

## Videografia

### Album video
| Data       | Titolo                                            | Etichetta                     | Vendite USA |
| 1985       | The Hot 'n Heavy Home Video                       | Metal Magic Records           |             |
| 1991       | Cowboys from Hell: The Videos                     | Atco Records                  | 50 000+     |
| 1993       | Vulgar Video                                      | Elektra Records               | 100 000+    |
| 1997       | 3: Watch it Go                                    | Elektra Records               | 100 000+    |
| 1999, 2006 | 3 Vulgar Videos from Hell (ripubblicato come DVD) | Elektra Records/Rhino Records | 100 000+    |

### Video musicali
- All Over Tonight
- Hot and Heavy
- Cowboys from Hell
- Psycho Holiday
- Cemetery Gates
- Primal Concrete Sledge (Live)
- Domination (Live)
- Mouth for War
- This Love
- Walk
- 5 Minutes Alone
- I'm Broken
- Planet Caravan
- Drag the Waters
- Revolution Is My Name
- Piss